# Favor debitoris (termine)
Si chiama favor debitoris il termine di adempimento di un'obbligazione stabilito a favore del debitore.

## Caratteristiche
A differenza del termine favor creditoris, il creditore non può esigere la prestazione prima dello scadere del termine, inoltre in caso di adempimento anticipato per volontà del debitore egli non può ripetere ciò che ha versato, ma può, limitatamente all'eventuale perdita subita, ripetere il guadagno che il creditore ha conseguito in funzione dell'adempimento anticipato, secondo il disposto dell'art. 1185 del Codice civile.

## Determinazione
Nel caso il termine non venga determinato dalle parti, spetta al giudice stabilirlo, secondo la natura della prestazione e le circostanze.

## Decadenza
Il termine favor Debitoris decade - secondo l'art. 1186 - quando il debitore viene dichiarato insolvente o quando riduce le proprie garanzie.